# Marcel Barouh
Pour les articles homonymes, voir Barouh.
Marcel Barouh, né le 16 janvier 1934 à Paris et mort le 7 janvier 2025 à Cagnes-sur-Mer, est un pongiste français, multiple champion de France entre 1958 et 1962.
Classé 9e joueur européen en 1958 et 1959, il participe à différents championnats d’Europe et une fois aux championnats du monde 1959 à Dortmund. Meilleur Français de cette époque, il porte de nombreuses fois le maillot de l’équipe de France dans les rencontres internationales entre 1958 et 1962.

## Palmarès
Le palmarès de Marcel Barouh est le suivant :
- vainqueur de la coupe de France en 1952 ;
- champion de France simple messieurs en 1958, 1960, 1961 et 1962 ;
- champion de France double messieurs en 1959 et 1961 ;
- champion de France libre par équipes en 1953, 1957, 1958, 1959, 1960, 1961, 1964 ;
- champion de France corporatifs individuel en 1959, 1960, 1961, 1962 ;
- champion libre de la Ligue Côte d’Azur avec Cavigal de Nice en 1952, 1953, 1954, 1955 ;
- champion libre de la Ligue d’Ile-de-France avec BHV et le Racing en 1959, 1960, 1961, 1962 ;
- vainqueur 1956 du Daily Mirror Tournement à Liverpool (14 500 engagés) ;
- vainqueur en simple et double du Lancashire Open 1956 ;
- vainqueur du Grand Prix de Paris 1961 à Coubertin (10 500 engagés).

Participation aux championnats du monde en 1959.

## Distinctions
Les distinctions de Marcel Barouh sont les suivantes :
- Médaille d'or secrétariat à la jeunesse et au sport 1978 ;
- Médaille d'argent de la ville de Nice 1953 ;
- Médaille de vermeil de la ville de Paris 1962.